# Sopot Festival
Sopot Festival (früher Międzynarodowy Festiwal Piosenki (dt. Internationales Musikfestival), in der Zeit von 1977 bis 1980 Międzynarodowy Festiwal Interwizji, seit Mitte der 1990er Jahre dann Sopot Festival) ist ein internationales Musikfestival, das jährlich im polnischen Sopot in der Opera Leśna stattfindet. Neben dem Landesfestival des Polnischen Liedes in Oppeln ist es das größte Fest dieser Art.

## Geschichte

### Die Zoppoter Waldoper
Bereits Anfang des 20. Jahrhunderts gab es ein Sopot-Festival (deutsch: Zoppot-Festival), allerdings mit anderer Ausrichtung als in der Gegenwart. Es wurde 1909 ins Leben gerufen und bestand bis 1944 fort. Ab 1922 wurden vor allem die Opern von Richard Wagner aufgeführt. Sie fanden in einem Freilufttheater inmitten des Waldes statt, daher auch der Name „Waldoper“ für dieses Festival. Wegen ihrer Qualität und Einzigartigkeit erreichten die Aufführungen schon bald internationale Bekanntheit. Gerühmt wurde von Besuchern auch die als magisch empfundene Qualität des Platzes.

### Międzynarodowy Festiwal Piosenki

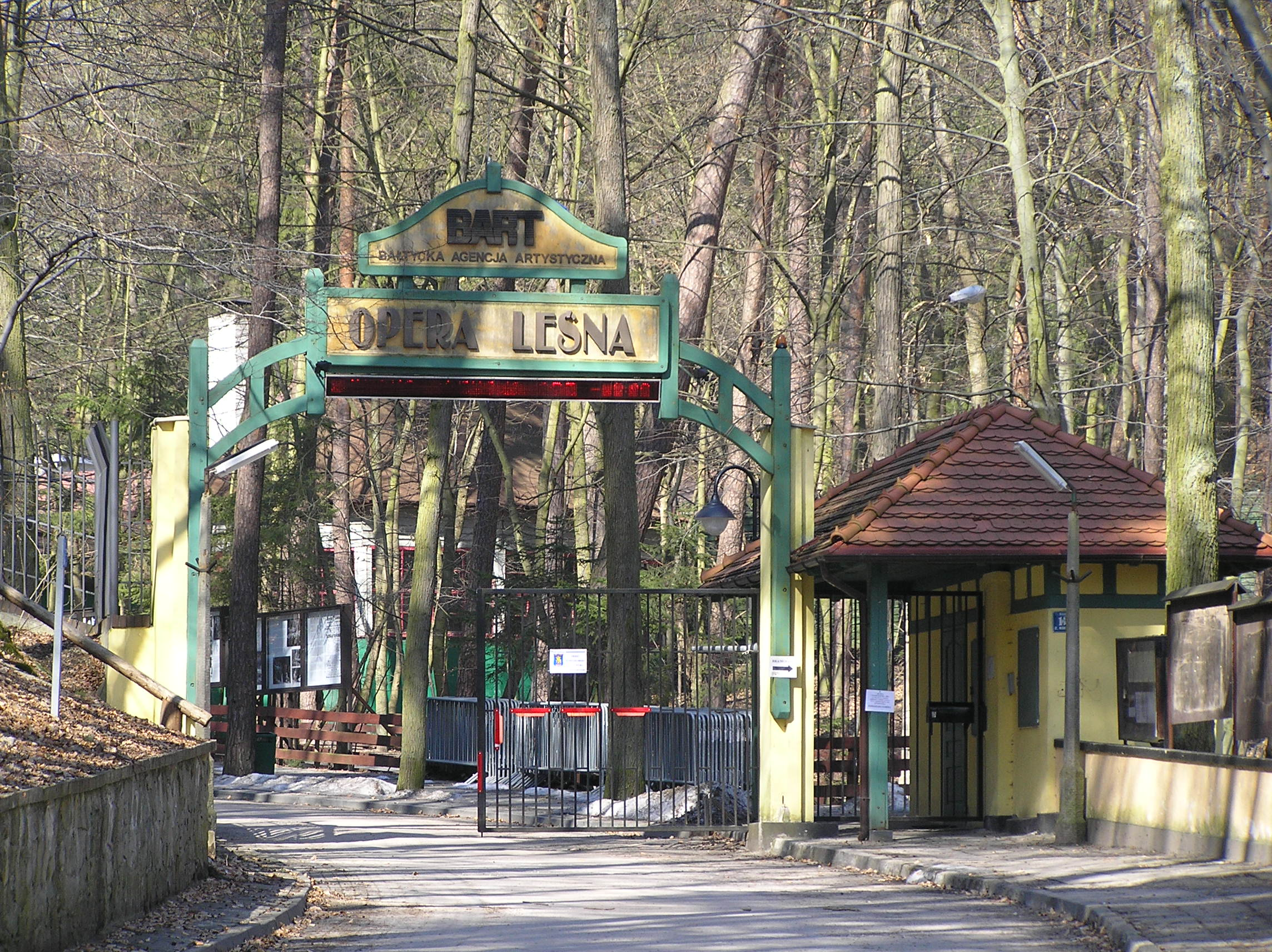
Eingang Waldoper Zoppot

Nach dem Kriege gründete Władysław Szpilman 1961 das damals Międzynarodowy Festiwal Piosenki. Das erste Festival fand vom 25. bis 27. August 1961 statt.
1979 trat Boney M. u. a.  mit dem Lied Rasputin auf. Das Fernsehen strahlte die Sendung erst einen Tag später aus und hatte zuvor dieses kontroverse Lied herausgeschnitten.

## Bekannte internationale Teilnehmer
- 1962 Dinah Kaye
- 1964 Pauline Julien
- 1967 Caterina Valente
- 1968 Zsuzsa Koncz
- 1970 Christie, Friday Brown
- 1971 Jackie Lee, Samantha Jones
- 1973 Eson Kandov
- 1976 Alla Pugatschowa
- 1977 Sofia Rotaru
- 1979 Alla Pugatschowa, Demis Roussos, Boney M.
- 1980 Alla Pugatschowa, Gloria Gaynor[2]
- 1984 Eva Maria Pieckert, Charles Aznavour
- 1985 Shirley Bassey
- 1986 Bonnie Tyler
- 1987 Johnny Cash
- 1988 Kim Wilde
- 1989 Savage, Blue System, C. C. Catch
- 1990 Ronnie Hawkins, Duo Datz, Erasure, Viktor Lazlo, Curiosity Killed the Cat
- 1991 Dannii Minogue, Johnny Hates Jazz, Technotronic, Deacon Blue, Alison Moyet, Aztec Camera, OMD, Bros, Jimmy Somerville
- 1992 Kim Wilde, Bobby Kimball, Sonia, Marillion, Simone Angel
- 1993 Boney M., La Toya Jackson, Marc Almond, Helena Vondráčková, Jiří Korn
- 1995 Chuck Berry, Vanessa-Mae, Annie Lennox
- 1996 The Kelly Family, Vaya Con Dios, Deep Forest, La Bouche
- 1997 Khadja Nin, Alexia, Secret Garden, Boyz II Men
- 1998 The Corrs, Chris Rea, Tanita Tikaram, Ace of Base, Era
- 1999 Lionel Richie, Whitney Houston
- 2000 Bryan Adams
- 2001 Goran Bregović, Lou Bega, UB40
- 2002 Zucchero, Garou
- 2003 Ricky Martin
- 2004 In-Grid, Kate Ryan, Patricia Kaas
- 2005 Patrizio Buanne, Lemar, Gordon Haskell, Scorpions, Simply Red, Blondie, Bonnie Tyler
- 2006 Katie Melua, Elton John, Karel Gott, Helena Vondráčková, Demis Roussos, Drupi
- 2007 Norah Jones, Mattafix, Village People, Sister Sledge, Kool & The Gang, Hot Chocolate, Gloria Gaynor
- 2008 Thomas Anders, Sandra, Samantha Fox, Kim Wilde, Shakin’ Stevens, Sabrina, Limahl und Kajagoogoo

## Sieger des Festivals
- 1961 –  Schweiz – Jo Rolland – Nous deux
- 1962 –  Griechenland – Jeanne Yovanna – Ti krima
- 1963 –  Sowjetunion – Tamara Miansarowa – Пусть всегда будет солнце (Zawsze niech będzie słońce) / 1963 –  Frankreich – Simone Langlois – Toi et ton sourire
- 1964 –  Griechenland – Nadia Constantopoulou – Je te remercie mon coeur
- 1965 –  Kanada – Monique Leyrac – Mon pays
- 1966 –  Vereinigte Staaten – Lana Cantrell – I'm All Smiles
- 1967 –  Polen – Dana Lerska – Po prostu jestem
- 1968 –  Spanien – Peret – Una Lagrima
- 1969 –  Schweiz – Henri Dès – Maria Consuella
- 1970 –  Kanada – Robert Charlebois – Ordinaire
- 1971 –  Vereinigtes Königreich – Samantha Jones – He Moves Me
- 1972 –  Polen – Andrzej Dąbrowski – Do zakochania jeden krok (ex-aequo)
- 1972 –  Sowjetunion – Lew Leschtschenko – Я не был с ним знаком (Ich kenne ihn nicht) (ex-aequo)
- 1973 –  Sowjetunion – Sofija Rotaru – Водограй (Wodograj),  Vereinigtes Königreich – Tony Craig – Can You Feel It und I Think of You Baby
- 1974 –  Finnland – Marion Rung (Gesamtwerk)
- 1975 –  Vereinigtes Königreich – Glen Weston (Gesamtwerk)
- 1976 –  Sowjetunion – Irina Ponarowskaja (Gesamtwerk)
- 1977 –  Tschechoslowakei – Helena Vondráčková – Malovaný džbánku
- 1978 –  Sowjetunion – Alla Pugatschowa – Всё могут короли (Könige dürfen alles)
- 1979 –  Polen – Czesław Niemen – Nim przyjdzie wiosna
- 1980 –  Finnland – Marion Rung – Where Is the Love
- 1981–1983 – Das Festival fand nicht statt
- 1984 –  Polen – Krystyna Giżowska – Blue Box
- 1985 –  Schweden – Herrey’s – Summer Party
- 1986 –  Vereinigte Staaten – Mary Getz – Hero of My Heart
- 1987 –  BR Deutschland – Double Take – Rockola
- 1988 –  Vereinigte Staaten – Kenny James – The Magic In You
- 1989 –  Norwegen – Dance With The Strangers (Gesamtwerk)
- 1990 –  Polen – Lora Szafran – Zły chłopak und Trust Me At Once
- 1991 –  Lettland – New Moon (Gesamtwerk)
- 1992 –  Österreich – Marc Andrews (Gesamtwerk)
- 1993 –  Litauen – Arina – Rain Is Coming Down
- 1994 –  Polen – Varius Manx – Zanim zrozumiesz
- 1995 –  Polen – Kasia Kowalska – Jak rzecz und A to co mam
- 1996 – Bei diesem Festival wurden keine Sieger gekürt
- 1997 –  Niederlande – Total Touch – Somebody Else’s Lover
- 1998 –  Italien – Alex Baroni – Male che fa male
- 1999–2004 – Bei diesem Festival wurden keine Sieger gekürt
- 2005 –  Polen – Andrzej Piaseczny – Z głębi duszy
- 2006 –  Vereinigtes Königreich – Mattafix – Big city life
- 2007 –  Polen – Feel – A gdy jest już ciemno
- 2008 –  Schweden – Oh Laura – Release Me
- 2009 –  Australien – Gabriella Cilmi – Sweet About Me
- 2010/2011 – Das Festival fand wegen Bauarbeiten in der Opera Leśna nicht statt
- 2012 –  Schweden – Eric Saade – Hotter Than Fire
- 2013 –  Frankreich – Imany – You Will Never Know
- 2014 –  Polen – Ewa Farna – Cicho
- 2015–2017 –  Bei diesem Festival wurden keine Sieger gekürt
- 2018 –   Russland – Mihail Sandu – Who You Are
- 2019 –   Schweden – Frans – If I Were Sorry

## Finalisten Sopot Festival 2005
| L.p. | Land  | Band                | Lied                            |
| ---- | ----- | ------------------- | ------------------------------- |
| 01   | Polen | Łzy                 | Przepraszam Cię                 |
| 02   | Polen | Krzysztof Kiljański | I Don't Know Where Life's Going |
| 03   | Polen | Ewelina Flinta      | Nieskończona historia           |
| 04   | Polen | Virgin              | Znak pokoju                     |
| 05   | Polen | Andrzej Piaseczny   | Z głębi duszy                   |
| 06   | Polen | Mandaryna           | Ev'ry Night                     |

## Finalisten Sopot Festival 2006
| L.p. | Land                   | Band            | Lied                   |
| ---- | ---------------------- | --------------- | ---------------------- |
| 01   | Schweden/ Iran         | Arash           | Arash                  |
| 02   | Lettland               | Brainstorm      | Thunder without Rain   |
| 03   | Schweden               | Andreas Johnson | Show Me                |
| 04   | Vereinigtes Königreich | Mattafix        | Big City Life          |
| 05   | Estland                | Vanilla Ninja   | Dangerzone             |
| 06   | Polen                  | Stachursky      | Z każdym twym oddechem |

Polnische Finalisten:
- Gosia Andrzejewicz – Pozwól żyć
- The Jet Set – Just Call Me
- Mezo i Miecz Szcześniak – Wstawaj
- Sumptuastic – Za każdy uśmiech twój
- Stachursky – Z każdym twym oddechem

## Finalisten Sopot Festival 2007
| L.p. | Land                   | Band                | Lied                  |
| ---- | ---------------------- | ------------------- | --------------------- |
| 01   | Schweden               | September           | Cry for You           |
| 02   | Frankreich             | Thierry Amiel       | Coeur Sacré           |
| 03   | Deutschland            | Monrose             | Shame                 |
| 04   | Vereinigte Staaten     | The Cloud Room      | Hey Now, Now          |
| 05   | Frankreich             | Emmanuel Moire      | Ca me fait du bien    |
| 06   | Vereinigtes Königreich | Sophie Ellis Bextor | Me and My Imagination |
| 07   | Polen                  | Feel                | A gdy jest już ciemno |

Feel – Hauptgewinner und Publikumsgewinner
Polnische Finalisten:
- Feel – A gdy jest już ciemno
- Sumptuastic – Opuszczony
- Szymon Wydra & Carpe Diem – Gdzie jesteś dziś
- Małgorzata Ostrowska – Słowa
- Łukasz Zagrobelny – Nieprawda